# 欽ちゃんの仮装大賞の作品一覧 (21回-30回)
萩本欽一(欽ちゃん)が司会を務めた『欽ちゃんの仮装大賞』の第21回から第30回までの概要と作品の一覧。

## 第21回
欽ちゃんの爆笑仮装コンテスト! 第21回全日本仮装大賞
- 放送日 - 1987年5月21日(木)19:00 - 20:54 ※『木曜スペシャル』枠で放送
- 収録日 - 1987年5月4日(月)
- 会場 - 東京・後楽園ホール
- ナレーター - 橋本テツヤ
- 審査員(太字は審査員長) - 仮装(テーマ「話題のヒーロー・ヒロイン」)
  - 山本晋也 - ゲゲゲの鬼太郎のネズミ男
  - 浅野ゆう子 - はいからさんが通るの花村紅緒
  - 徳光和夫 - スーパーマリオ
  - 藤田弓子 - リンクの冒険のリンク
  - 青島幸男 - ドラゴンボールの孫悟空
  - 富永一朗 - 霊幻道士のキョンシー
  - アグネス・チャン - スケバン刑事の麻宮サキ
  - 岡田眞澄 - 北斗の拳のケンシロウ
  - 清水誠 ※朝日新聞 - ルパン三世のルパン三世
  - 野島孝一 ※毎日新聞 - ルパン三世の銭形幸一

作品について
- 応募総数 - 3432組
- 出場 - 45組
- 合格 - 33組
- 満点 - 2組
- 合格率 - 73.33%
- 満点率 - 4.44%

- 合格点 - 20点満点中15点以上
- 最高点 - 20点
- 最低点 - 7点
- 平均点 - 15.00点

| No. | 作品                   |   | 点数 | 賞             | 備考                 |
| --- | ---------------------- | - | ---- | -------------- | -------------------- |
| 1   | 60mハードル            | ○ | 17点 | 演技賞         |                      |
| 2   | 桃太郎侍               | ○ | 15点 |                |                      |
| 3   | かぶと                 | ○ | 15点 |                |                      |
| 4   | ナイスキャッチ         | ○ | 19点 | 技術賞         |                      |
| 5   | 灯台                   |   | 10点 |                |                      |
| 6   | 春が来た               | ○ | 17点 |                |                      |
| 7   | パワースーツ           | ○ | 17点 | 第3位          |                      |
| 8   | カンガルーの親子       | ○ | 20点 | ユーモア賞     |                      |
| 9   | 鉛筆削り               | ○ | 15点 |                | 11点から繰り上げ合格 |
| 10  | お風呂                 | ○ | 17点 |                |                      |
| 11  | カタカタ               | ○ | 17点 |                |                      |
| 12  | ぞうきんがけ           |   | 11点 |                |                      |
| 13  | イルカの曲芸           | ○ | 16点 |                |                      |
| 14  | 扇風機                 | ○ | 16点 |                | 14点から繰り上げ合格 |
| 15  | エビフライ製造機       | ○ | 18点 |                |                      |
| 16  | 忍法木の葉がくれ       | ○ | 15点 |                |                      |
| 17  | ウインナーソーセージ   | ○ | 15点 | 努力賞         |                      |
| 18  | エイリアン             |   | 10点 |                |                      |
| 19  | 春のめざめ             | ○ | 15点 |                |                      |
| 20  | キングコング           |   | 12点 |                |                      |
| 21  | いろんな犬             | ○ | 19点 | 準優勝         |                      |
| 22  | お吸い物               |   | 12点 |                |                      |
| 23  | 真狩村のジャガイモ     | ○ | 15点 |                |                      |
| 24  | エビフライ             |   | 13点 |                |                      |
| 25  | カブト対クワガタ       | ○ | 20点 | 優勝           | 出演:上杉裕世        |
| 26  | 楽しい園芸             | ○ | 15点 |                |                      |
| 27  | 白銀は招くよ           |   | 13点 |                |                      |
| 28  | 白と茶色               | ○ | 16点 |                |                      |
| 29  | ねずみ花火             |   | 11点 |                |                      |
| 30  | 鉄腕アトム             | ○ | 17点 |                | 第29,37回優勝組      |
| 31  | わら納豆               | ○ | 16点 |                | 13点から繰り上げ合格 |
| 32  | おもちゃのチャチャチャ | ○ | 15点 |                |                      |
| 33  | 魔法                   | ○ | 16点 |                |                      |
| 34  | 白鳥                   | ○ | 17点 |                |                      |
| 35  | スカイダイビング       |   | 13点 |                |                      |
| 36  | キツツキ               | ○ | 17点 | ファンタジー賞 | 第13,16,45回優勝組   |
| 37  | 寝る子は育つ           | ○ | 15点 |                | 14点から繰り上げ合格 |
| 38  | 枕草子                 | ○ | 15点 |                |                      |
| 39  | 女王アリ               |   | 11点 |                |                      |
| 40  | 今日の出来事           | ○ | 17点 | アイデア賞     |                      |
| 41  | 水と油                 | ○ | 16点 |                |                      |
| 42  | お肉                   |   | 07点 |                |                      |
| 43  | 笹舟                   | ○ | 17点 |                |                      |
| 44  | ソフトクリーム         |   | 10点 |                |                      |
| 45  | 静岡三景               | ○ | 15点 |                |                      |

優勝 - 25番 カブト対クワガタ
カブトムシとクワガタムシの格闘を1人で表現。演者の上杉裕世は優勝賞金100万円でアメリカへ渡り、その後『スター・ウォーズシリーズ』などで映像美術の第一人者となった。
準優勝 - 21番 いろんな犬
中学生3人が様々な犬を体を使って表現。
第3位 - 7番 パワースーツ
廃材などで作ったリアルなロボットスーツを着用し、岩などを軽々と持ち上げる。
技術賞 - 4番 ナイスキャッチ
巨大なバットとボールが登場し、バットで打ったボールがフェンスと外野手に変わり、フライをキャッチする。
努力賞 - 17番 ウインナーソーセージ
フライパンの中で切れ目を入れたウインナーが焼ける様子を表現。
ファンタジー賞 - 36番 キツツキ
木に扮した少女が、足とお尻を使って背中に背負ったキツツキの人形を動かす。
演技賞 - 1番 60mハードル
ハードルを飛び越えていく選手を遠近法を使ってユーモラスに表現。
ユーモア賞 - 8番 カンガルーの親子
2人が屈んだ体勢でカンガルーの親子が歩く様子を表現。
アイデア賞 - 40番 今日の出来事
テレビがニュースにあわせて泥棒に変身。
- その他備考
  - いわゆる『欽ちゃん完全休養』に突入後の初仕事となった回。
  - 28番「白と茶色」の出場者コンビは、第24回まで同じパターンで連続出場する。

## 第22回
欽ちゃんの爆笑仮装コンテスト! 第22回全日本仮装大賞
- 放送日 - 1987年10月15日(木)19:00 - 20:54 ※『木曜スペシャル』枠で放送
- 収録日 - 1987年10月10日(土)
- 会場 - 埼玉・戸田市文化会館
- ナレーター - 橋本テツヤ
- 審査員(太字は審査員長) - 仮装(テーマ「世界のミュージシャン」)
  - 岡田眞澄 - マイケル・ジャクソン
  - 山本コウタロー ※本名の「山本厚太郎」で紹介 - エルヴィス・プレスリー
  - 鳥居かほり - シャーリー・テンプル
  - 富永一朗 - デーモン小暮
  - 藤田弓子 - ライザ・ミネリ
  - 青島幸男 - ベートーヴェン
  - 三田寛子 - ビートルズのポール・マッカートニー
  - 山本晋也 - スティーヴィー・ワンダー
  - 高尾友行 ※報知新聞 - カラヤン
  - 清水誠 - 滝廉太郎

作品について
- 応募総数 - 2135組
- 出場 - 44組
- 合格 - 27組
- 満点 - 5組
- 合格率 - 61.36%
- 満点率 - 11.36%

- 合格点 - 20点満点中15点以上
- 最高点 - 20点
- 最低点 - 6点
- 平均点 - 14.50点

| No. | 作品                   |   | 点数 | 賞             | 備考                                   |
| --- | ---------------------- | - | ---- | -------------- | -------------------------------------- |
| 1   | 高見の見物             |   | 13点 |                |                                        |
| 2   | クモ                   | ○ | 17点 |                |                                        |
| 3   | すいかが割れた         | ○ | 15点 |                |                                        |
| 4   | サーフィン             | ○ | 17点 | 技術賞         |                                        |
| 5   | 遠足                   | ○ | 18点 | ファンタジー賞 |                                        |
| 6   | 虫の声                 |   | 12点 |                |                                        |
| 7   | フライドポテト         | ○ | 15点 |                | 8点から繰り上げ合格(後述)              |
| 8   | ひよこの誕生           | ○ | 20点 | 演技賞         |                                        |
| 9   | スケバン刑事           |   | 11点 |                |                                        |
| 10  | いない いない ばぁー   | ○ | 15点 |                |                                        |
| 11  | 牛乳パック             | ○ | 15点 |                | 第9回優勝組                            |
| 12  | 豆電球                 | ○ | 15点 |                |                                        |
| 13  | 障害物競走             | ○ | 20点 | 第3位          |                                        |
| 14  | だちょう               | ○ | 16点 |                | 第13,16,45回優勝組                     |
| 15  | トンネル工事           | ○ | 16点 |                |                                        |
| 16  | 線香花火               |   | 13点 |                |                                        |
| 17  | カヌー                 | ○ | 16点 |                | 14点から繰り上げ合格                   |
| 18  | オリの中の懲りない面々 | ○ | 15点 |                | 14点から繰り上げ合格                   |
| 19  | トローリング           |   | 07点 |                |                                        |
| 20  | 聖火                   | ○ | 17点 |                |                                        |
| 21  | すず虫                 |   | 11点 |                |                                        |
| 22  | 陶芸                   |   | 12点 |                |                                        |
| 23  | 芸者さん               |   | 14点 |                |                                        |
| 24  | 僕達の海               | ○ | 20点 | 準優勝         |                                        |
| 25  | 竹取物語               |   | 12点 |                | 11点からトーク中に+1点 第9回優勝組     |
| 26  | 赤と赤                 |   | 10点 |                |                                        |
| 27  | 音符                   |   | 11点 |                |                                        |
| 28  | ダルマおとし           |   | 09点 |                |                                        |
| 29  | ミシン                 |   | 13点 |                |                                        |
| 30  | ジョーズ               |   | 06点 |                |                                        |
| 31  | タイヤ交換             | ○ | 15点 |                |                                        |
| 32  | シンデレラ             | ○ | 15点 |                |                                        |
| 33  | 星座                   | ○ | 16点 |                |                                        |
| 34  | 巌流島                 |   | 12点 |                |                                        |
| 35  | 落とし穴               | ○ | 15点 | アイデア賞     |                                        |
| 36  | 象                     |   | 10点 |                |                                        |
| 37  | イキのいい奴           | ○ | 20点 | 優勝           | 19点からトーク中に+1点(後述)           |
| 38  | ヘリコプター           |   | 13点 |                |                                        |
| 39  | 発声練習               | ○ | 15点 |                |                                        |
| 40  | 私のねこ               | ○ | 20点 | 努力賞         |                                        |
| 41  | 顕微鏡                 | ○ | 18点 | ユーモア賞     |                                        |
| 42  | 盆栽                   | ○ | 15点 |                |                                        |
| 43  | くつろぎ               | ○ | 16点 |                |                                        |
| 44  | タヌキばやし           | ○ | 17点 |                | 16点からトーク中に+1点 第29,37回優勝組 |

優勝 - 37番 イキのいい奴
魚の暴れ具合を両腕で表現。演者いわくデザインした魚は「イトウのつもり」。当初19点だったが、欽ちゃんのコメント後、審査員の山本晋也からのリクエスト演技により富永が1点加点し満点になった。
準優勝 - 24番 僕達の海
小学生1クラスが海の一日を表現。
第3位 - 13番 障害物競走
少年2人が障害物競走の競技を交互に演技。最後は表彰台に変身。
技術賞 - 4番 サーフィン
男性7人が体全体を使って波を表現。最後にサーファーが海に投げ出される。
努力賞 - 40番 私のねこ
女性1人が体に模様をつけたり墨汁をかぶったりして、白猫、三毛猫、縞猫、黒猫、野良猫を次々に表現。
ファンタジー賞 - 5番 遠足
遠足に出掛けた小学生がお弁当に変身。
演技賞 - 8番 ひよこの誕生
兄妹が鶏とひよこに扮し卵からの誕生を描く。鶏の首の部分が倒れるハプニングが発生したが、欽ちゃんがやり直しを要求し合格。
ユーモア賞 - 41番 顕微鏡
少年が顔を顕微鏡の接眼レンズに見立てて扮し、別の少年が顔を密着させ標本を観察する様子を表現。
アイデア賞 - 35番 落とし穴
少年が一瞬にして落とし穴に落ちる様子を表現。
- その他備考
  - 後楽園ホールを飛び出し埼玉県戸田市で開催。
  - 合格時に得点ボードの周りを点滅するランプが、電気系統の関係で合格音が鳴り終わった数秒後に点灯するようになるが、そのまま収録を続行。
  - 女子高生が両指を使って表現した7番『フライドポテト』において、欽ちゃんが審査のやり直しを要求。演技の内容が審査員に上手く伝わらなかった事が原因であるが、やり直しの演技で合格を果たした。
  - 番組中盤で暗転しスポットライトだけ照らされたステージで合格者と萩本が談笑する様子が1分程度放送された。これは本来カットされるCM時の会場の様子（生放送ではないため実際にはスタンバイ中の様子）を放送用に再編集したものであり、第27回でも同様の映像が放送されている。
  - 40番『私のねこ』演技後、山本監督の提案で岡田眞澄が舞台に上がり墨汁に飛び込んだ演者と抱擁する羽目に…。

## 第23回
欽ちゃんの新春爆笑仮装コンテスト! 第23回全日本仮装大賞
- 放送日 - 1988年1月2日(土)20:00 - 22:20
- 収録日 - 1988年1月1日(金)
- 会場 - 東京・後楽園ホール
- ナレーター - 橋本テツヤ
- 審査員(太字は審査員長) - 仮装(テーマ「映画の主役」)
  - 所ジョージ - 「プレデター」アーノルド・シュワルツェネッガー
  - アグネス・チャン - 「竹取物語」沢口靖子
  - 富永一朗 - 「スーパーマン」クリストファー・リーヴ
  - 鹿取義隆 - 「荒野の用心棒」クリント・イーストウッド
  - 藤田弓子 - 「七年目の浮気」マリリン・モンロー
  - 青島幸男 - 「用心棒」三船敏郎
  - 城戸真亜子 - 「風と共に去りぬ」ヴィヴィアン・リー
  - 山本晋也 - 「王様と私」ユル・ブリンナー
  - 山口友幸 ※TVガイド - 「アラビアのロレンス」ピーター・オトゥール
  - 小松弘一 ※ザテレビジョン - 「トップガン」トム・クルーズ

作品について
- 応募総数 - 13054組
- 出場 - 50組
- 合格 - 40組
- 満点 - 5組
- 合格率 - 80.00%
- 満点率 - 10.00%

- 合格点 - 20点満点中15点以上
- 最高点 - 20点
- 最低点 - 9点
- 平均点 - 15.98点

| No. | 作品               |   | 点数 | 賞             | 備考                   |
| --- | ------------------ | - | ---- | -------------- | ---------------------- |
| 1   | おせち料理         | ○ | 18点 | 第3位          |                        |
| 2   | 出初め式           | ○ | 17点 |                |                        |
| 3   | 手筒花火           | ○ | 16点 |                |                        |
| 4   | 羽根つき           |   | 11点 |                |                        |
| 5   | 初日の出           | ○ | 18点 |                |                        |
| 6   | 七面鳥             | ○ | 16点 |                |                        |
| 7   | 忘年会             | ○ | 18点 | アイデア賞     |                        |
| 8   | 元旦               |   | 10点 |                |                        |
| 9   | 初詣               | ○ | 17点 |                |                        |
| 10  | しめかざり         | ○ | 17点 |                |                        |
| 11  | かがみもち         | ○ | 18点 |                |                        |
| 12  | 土俵入り           | ○ | 20点 | 優勝           | 19点からトーク中に+1点 |
| 13  | 朝                 | ○ | 16点 | 演技賞         |                        |
| 14  | 鷹                 | ○ | 15点 |                |                        |
| 15  | 編み物             | ○ | 18点 |                |                        |
| 16  | びっくり箱         | ○ | 20点 | ユーモア賞     |                        |
| 17  | ペンギン           |   | 12点 |                |                        |
| 18  | 行け!チョモランマ  | ○ | 18点 |                |                        |
| 19  | ホットロッド       | ○ | 20点 | 準優勝         |                        |
| 20  | バスケットボール   | ○ | 17点 |                |                        |
| 21  | 太郎               | ○ | 15点 |                |                        |
| 22  | ボディビルダー     | ○ | 19点 | 努力賞         |                        |
| 23  | キツツキ           | ○ | 16点 |                |                        |
| 24  | しゃもじで遊ぼう   | ○ | 17点 |                |                        |
| 25  | Mr.ブラック        |   | 09点 |                |                        |
| 26  | ハワイ島物語       | ○ | 16点 |                | ハワイからの出場       |
| 27  | 海ガメの産卵       | ○ | 20点 | ファンタジー賞 |                        |
| 28  | ホワイトドラゴン   | ○ | 17点 |                | 15点からトーク中に+2点 |
| 29  | 不思議なヤカン     | ○ | 18点 |                | 第13,16,45回優勝組     |
| 30  | 楽しきかな人生     | ○ | 18点 |                |                        |
| 31  | かいこ             | ○ | 15点 |                |                        |
| 32  | 石川啄木の世界     | ○ | 16点 |                |                        |
| 33  | みなしごハッチ     | ○ | 16点 |                | 第29,37回優勝組        |
| 34  | ロデオ             | ○ | 17点 |                | 9点から繰り上げ合格    |
| 35  | カーリング         |   | 12点 |                |                        |
| 36  | タイムスリップ     |   | 12点 |                | 第26回優勝組           |
| 37  | ココナッツガール   |   | 12点 |                | ハワイからの出場       |
| 38  | キョンシー         |   | 14点 |                |                        |
| 39  | アラビアンナイト   | ○ | 15点 |                |                        |
| 40  | 個人メドレー       |   | 10点 |                |                        |
| 41  | フリースロー       | ○ | 16点 |                |                        |
| 42  | ガラクタ           | ○ | 16点 |                |                        |
| 43  | おお蛸             | ○ | 15点 |                |                        |
| 44  | こわい友達         | ○ | 17点 |                |                        |
| 45  | 世紀のF1レース     | ○ | 17点 |                | 第9回優勝組            |
| 46  | スーパーマン       | ○ | 20点 | 技術賞         |                        |
| 47  | 有明海の人気者     | ○ | 15点 |                |                        |
| 48  | お風呂がつまった時 | ○ | 16点 |                |                        |
| 49  | お侍さん           |   | 13点 |                |                        |
| 50  | おめでとう         | ○ | 18点 |                |                        |

優勝 - 12番 土俵入り
男子高校生2人が背中合わせになり、シーソー運動で力士が四股を踏む様を表現。
準優勝 - 19番 - ホットロッド
F1レーサーがレーシングカーに乗り込み発進し、最後は炎上爆発する。
第3位 - 1番 おせち料理
おせち料理を食べると重箱の中の龍が踊り出す。
技術賞 - 46番 スーパーマン
クラーク・ケントが一瞬にして飛び去っていく様子をキャスターつきの台で表現。
努力賞 - 22番 ボディビルダー
シャツとストッキングを着た男性の腕や腿に背負った子供が足や手を入れて筋肉を表現。
ファンタジー賞 - 27番 海ガメの産卵
親亀が砂浜に産卵、最後は小亀が孵り海へ…。
演技賞 - 13番 朝
朝の日常を体の一部を使って再現。
ユーモア賞 - 16番 びっくり箱
プレゼントを開けると中からケーキが飛び出て顔に命中。
アイデア賞 - 7番 忘年会
コタツでのビールの注ぎ合いを腕で表現。
- その他備考
  - 番組史上初の海外予選をハワイで実施。放送直前の第22回の再放送時にはハワイ予選の模様も放送された。
  - 正月大会としては1981年の第3回以来7年ぶりの公開収録、以後2007年の第77回まで正月大会が公開収録の場合でも必ず元日に開催。
  - 第1回からの常連審査員である岡田眞澄が番組初の欠場。
  - この年の日本テレビの正月番組は、元日に金曜特別ロードショー「風と共に去りぬ」(18:00 - 22:51)を編成するなど変則的なプログラムが組まれたため、第1回以来9年ぶりに放送時間が21時を過ぎる形となった。(その為、子供が出場することを考慮し正月恒例の生放送が出来なかったと考えられる)
  - 28番『ホワイトドラゴン』は、第16回28番『カルガモの親子』・第18回21番『カタツムリ』を演じた少女による作品。演技後のトーク中、しりとりが得意だということで欽ちゃんや審査員の鹿取義隆と対決。勝敗決定時は合格音や不合格音を鳴らしていた。
  - 45番『世紀のF1レース』の演技前にドライバー役の2歳の少年が突如号泣するハプニングが発生。慌てて萩本が幕の裏側の少年に「大丈夫?」とインタビューすると号泣してた少年が突如泣き止み「うん」とひと言。無事にそのまま進行した。
  - この回を最後に第1回から審査員を務めた所ジョージ(第2,15,19,21,22回は除く)と、第18回から審査員を務めた富永一朗が降板。

## 第24回
欽ちゃんの爆笑仮装コンテスト! 第24回全日本仮装大賞
- 放送日 - 1988年5月14日(土)19:00 - 20:54 ※『土曜スーパースペシャル』枠で放送
- 収録日 - 1988年5月4日(水)
- 会場 - 東京・後楽園ホール
- ナレーター - 橋本テツヤ
- 審査員(太字は審査員長) - 仮装(テーマ「スポーツ選手」)
  - 岡田眞澄 - フェンシング
  - 有森也実 - 野球選手
  - せんだみつお - ボクシング
  - 藤田弓子 - 剣道
  - 江川卓 - アメリカンフットボール
  - 青島幸男 - チョモランマ登山
  - 山﨑浩子 - 乗馬
  - 山本晋也 - 相撲
  - 野島孝一 - ラグビー
  - 清水誠 - 弓道

作品について
- 応募総数 - 4225組
- 出場 - 41組
- 合格 - 29組
- 満点 - 2組
- 合格率 - 70.73%
- 満点率 - 4.88%

- 合格点 - 20点満点中15点以上
- 最高点 - 20点
- 最低点 - 7点
- 平均点 - 14.98点

| No. | 作品                   |   | 点数 | 賞             | 備考                   |
| --- | ---------------------- | - | ---- | -------------- | ---------------------- |
| 1   | 人気者のヘアースタイル | ○ | 17点 |                |                        |
| 2   | 春                     | ○ | 15点 |                | 14点から繰り上げ合格   |
| 3   | 夏の夜                 | ○ | 17点 |                |                        |
| 4   | 曲芸                   | ○ | 18点 | ファンタジー賞 |                        |
| 5   | お坊さん               | ○ | 16点 |                |                        |
| 6   | 船の歴史               |   | 12点 |                |                        |
| 7   | 遠足                   | ○ | 18点 |                | 13点から繰り上げ合格   |
| 8   | 動物園                 |   | 09点 |                |                        |
| 9   | おじさん、それなーに?  |   | 12点 |                |                        |
| 10  | 鳥の親子               | ○ | 15点 |                |                        |
| 11  | あったら怖いセレナーデ | ○ | 15点 |                | 13点から繰り上げ合格   |
| 12  | 垂直飛び               | ○ | 15点 |                |                        |
| 13  | カレーライス           | ○ | 15点 |                | 14点から繰り上げ合格   |
| 14  | 朝寝坊                 | ○ | 17点 | 努力賞         |                        |
| 15  | ラッコ                 |   | 10点 |                |                        |
| 16  | 手品                   |   | 11点 |                |                        |
| 17  | マジック               | ○ | 18点 | 演技賞         |                        |
| 18  | モリアオガエル         | ○ | 18点 | アイデア賞     | 第29,37回優勝組        |
| 19  | ドロボー               | ○ | 20点 | 準優勝         |                        |
| 20  | 一本でもにんじん       | ○ | 16点 |                |                        |
| 21  | 怪力レスラー           |   | 07点 |                |                        |
| 22  | カタツムリ             | ○ | 15点 |                |                        |
| 23  | 水族館                 |   | 14点 |                |                        |
| 24  | 巨人・阪神             | ○ | 15点 |                |                        |
| 25  | カバさんのおやつ       | ○ | 15点 |                | 第13,16,45回優勝組     |
| 26  | 野菜がいっぱい         |   | 11点 |                |                        |
| 27  | ガンバレ!マラソン日本  | ○ | 15点 |                |                        |
| 28  | つまみぐい             |   | 11点 |                | 10点からトーク中に+1点 |
| 29  | ジャングル探検         | ○ | 19点 | 優勝           |                        |
| 30  | 小さな山の連続大噴火   | ○ | 19点 | ユーモア賞     |                        |
| 31  | ファイティングロボ     | ○ | 15点 |                | 14点から繰り上げ合格   |
| 32  | 逃げたアヒル           |   | 12点 |                |                        |
| 33  | フルーツ満開           | ○ | 15点 |                | 14点から繰り上げ合格   |
| 34  | 道路工事               | ○ | 19点 | 技術賞         |                        |
| 35  | お刺身                 | ○ | 15点 |                |                        |
| 36  | 農薬散布               |   | 13点 |                |                        |
| 37  | ベルトコンベア         | ○ | 16点 |                |                        |
| 38  | 酔っぱらい             |   | 14点 |                |                        |
| 39  | 海中散歩               | ○ | 15点 |                |                        |
| 40  | 自動トイレ             | ○ | 15点 |                |                        |
| 41  | 透明人間対小錦         | ○ | 20点 | 第3位          | 19点からトーク中に+1点 |

優勝 - 29番 ジャングル探検
ジャングルを探検する探検家がワニに食われる様を一人で表現。足を使い、ワニが生きているように見せる工夫が評価された。
準優勝 - 19番 ドロボー
泥棒が背負っている風呂敷から一瞬にして警官が登場する。
第3位 - 41番 透明人間対小錦
透明人間と小錦の取り組みを天井からの視点で表現。
技術賞 - 34番 道路工事
道路工事現場で、穴に柱を入れたり、穴から作業員が出てきたりする。仮装大賞で初めて穴を表現した作品。
努力賞 - 14番 朝寝坊
朝寝坊した女子高生がでんぐり返しすると机に着席した状態になる。
ファンタジー賞 - 4番 曲芸
2人の幼い姉妹が皿回しや玉乗りを表現。
演技賞 - 17番 マジック
マジシャンが黒い布の中からウサギの人形、ウサギ、バニーガールを出していく。
ユーモア賞 - 30番 小さな山の連続大噴火
グレープジュースを口から噴射して火山を表現。
アイデア賞 - 18番 モリアオガエル
卵からオタマジャクシが孵ってカエルに成長する様子を表現。
- その他備考
  - 19番『ドロボー』と40番『自動トイレ』は同じ二人組による作品。授賞式では『自動トイレ』の仮装のまま、『ドロボー』（準優勝）の表彰を受けた。
  - 33番『フルーツ満開』はそれまで色をテーマに様々な宴会芸的作品を披露したコンビ[1]の最後の作品だったが、37番『ベルトコンベア』チームが第29回46番『ホワイト&ホワイト』から新生色コンビで出場し、仮装大賞名物となる。
  - 第23回までは、19点以下で合格し、トーク中に20点に達した場合に追加のファンファーレが流れなかった（第22回37番・優勝『イキのいい奴』、第23回12番・優勝『土俵入り』などが該当）が、この回より、そのような場合には再度ファンファーレが流れるようになる。岡田眞澄の加点で20点に達した41番『透明人間対小錦』が初めての該当作品となった。
  - ナレーターの橋本テツヤはこの回を最後に降板。

## 第25回
欽ちゃんの爆笑仮装コンテスト! 第25回全日本仮装大賞
- 放送日 - 1988年10月8日(土)19:00 - 20:54 ※『土曜スーパースペシャル』枠で放送
- 収録日 - 1988年9月24日(土)
- 会場 - 埼玉・戸田市文化会館
- ナレーター - 小澤一彦
- 欽ちゃんの仮装 - 『真昼の決闘』のゲイリー・クーパー
- 審査員(太字は審査員長) - 仮装(テーマ「アカデミー賞受賞作」)
  - 江川卓 - ハプトン将軍
  - 野沢直子 - マイ・フェア・レディ
  - 岡田眞澄 - ベン・ハー
  - 鳥越マリ - キャバレー
  - 青島幸男 - ラストエンペラー
  - 藤田弓子 - アマデウス
  - 髙嶋政宏 - アラビアのロレンス
  - 木村優子 - 風と共に去りぬ
  - 山本晋也 - ガンジー
  - 喰始 - カサブランカ

作品について
- 応募総数 - 4322組
- 出場 - 43組
- 合格 - 28組
- 満点 - 3組
- 合格率 - 65.12%
- 満点率 - 6.98%

- 合格点 - 20点満点中15点以上
- 最高点 - 20点
- 最低点 - 7点
- 平均点 - 14.81点

| No. | 作品                   |   | 点数 | 賞             | 備考                  |
| --- | ---------------------- | - | ---- | -------------- | --------------------- |
| 1   | 聖火                   | ○ | 15点 |                | 第58,85回優勝組       |
| 2   | ウェートリフティング   | ○ | 20点 | ユーモア賞     |                       |
| 3   | 体操ニッポン           | ○ | 16点 |                |                       |
| 4   | 象さんとピエロ         | ○ | 16点 |                |                       |
| 5   | 行儀の悪い人           |   | 11点 |                |                       |
| 6   | イソギンチャク         | ○ | 15点 |                |                       |
| 7   | オーストラリアのお友達 | ○ | 15点 |                |                       |
| 8   | 秋刀魚                 | ○ | 15点 |                |                       |
| 9   | 目にもとまらぬ早わざ   |   | 11点 |                |                       |
| 10  | りっぱな人             | ○ | 15点 |                |                       |
| 11  | 地震対策               | ○ | 18点 |                | 第29,37回優勝組       |
| 12  | うなぎ                 |   | 07点 |                |                       |
| 13  | アフリカ大草原         |   | 10点 |                |                       |
| 14  | いろんな目             | ○ | 20点 | 優勝           |                       |
| 15  | バードウォッチング     | ○ | 16点 |                |                       |
| 16  | はりねずみ             |   | 12点 |                |                       |
| 17  | こめつき虫             |   | 13点 |                |                       |
| 18  | カヌー                 |   | 13点 |                |                       |
| 19  | 遠山の金さん           | ○ | 18点 | 技術賞         |                       |
| 20  | 名もない花             | ○ | 15点 |                |                       |
| 21  | 朝のシェイプアップ     | ○ | 17点 | 演技賞         |                       |
| 22  | 柔道一本               |   | 11点 |                |                       |
| 23  | 朝顔                   | ○ | 18点 |                |                       |
| 24  | 夕焼けこやけ           | ○ | 17点 | ファンタジー賞 |                       |
| 25  | おもち                 | ○ | 17点 |                | 12点から繰り上げ合格  |
| 26  | 恐怖の館               |   | 12点 |                |                       |
| 27  | ハト                   | ○ | 15点 |                | 第13,16,45回優勝組    |
| 28  | 雨の日の魔法使い       | ○ | 19点 | 第3位          |                       |
| 29  | 俺の楽しみ             |   | 13点 |                |                       |
| 30  | とびうお               |   | 12点 |                |                       |
| 31  | 昇り龍                 | ○ | 18点 |                | [ 2 ]                 |
| 32  | 身体のしくみ           | ○ | 15点 |                |                       |
| 33  | ぶどう                 | ○ | 15点 | アイデア賞     |                       |
| 34  | エジプト探検           | ○ | 16点 | 努力賞         |                       |
| 35  | 蛇に飲まれた蛙         |   | 11点 |                | 6点からトーク中に+5点 |
| 36  | 虫めがね               |   | 11点 |                |                       |
| 37  | 火事                   | ○ | 20点 | 準優勝         |                       |
| 38  | 田んぼの一年           | ○ | 16点 |                |                       |
| 39  | ショートケーキ         |   | 12点 |                |                       |
| 40  | 川下り                 | ○ | 15点 |                |                       |
| 41  | ビス                   | ○ | 16点 |                |                       |
| 42  | 重量あげ               |   | 13点 |                | 第30回優勝組          |
| 43  | 雨あがり               | ○ | 17点 |                |                       |

優勝 - 14番 いろんな目
いろんな目を、手と顔を使って表現。最後は、ハンガーも使って少女漫画の目を表現。
準優勝 - 37番 火事
火事の消火活動を表現。最後に白や灰色の顔と全身タイツ姿で煙に扮し、体をくねらせて煙が上がる様子を表現。
第3位 - 28番 雨の日の魔法使い
雨が降ってくると、魔法使いが一瞬にして傘に化ける。山本晋也が『これは、決まらないから私はいいなぁと思ったんです。決まるわけがないですから!』とコメントをした。
技術賞 - 19番 遠山の金さん
遠山の金さんの名場面を家族で表現。
努力賞 - 34番 エジプト探検
探検家が棺桶の中のミイラに襲われる様子を女子高生が1人で表現。
ファンタジー賞 - 24番 夕焼けこやけ
夕暮れの空へカラスが飛び去っていく様子を腕で表現。
演技賞 - 21番 朝のシェイプアップ
布団の上での奇想天外な動きのシェイプアップダンスを姉妹2人で表現。
ユーモア賞 - 2番 ウェートリフティング
重量挙げを逆立ちで表現。2回失敗して転倒したが、その姿に観客は爆笑。3回目でようやく成功し満点を獲得。
アイデア賞 - 33番 ぶどう
体に黄緑色の風船をたくさんつけてぶどうに扮し、食べられていく様子を風船を割って表現。最後に演技者の顔の粒が残り、『腐ってるからよしなさい』の言葉に『腐ってないよ』と言って終わる。
- その他備考
  - 秋大会が第22回に続き埼玉県戸田市で収録。
  - 朝日新聞記者が審査予定だったが本番当日、会場に緊急電話が入り、「天皇陛下（昭和天皇）の御容態がおもわしくなく、どうしてもそちらにはいけない」ということで、急遽仮装大賞構成作家の喰始が審査員となった。
  - この回から欽ちゃんが仮装姿で登場。
  - 1番『聖火』は、後に第58回38番『ワイングラスに映る風景』・第85回10番『手と足でGO』で優勝し、さらに出場最多を記録することになる三井勝彦（当時は高校1年生）の初出場の作品。聖火を持ったランナーが灯台に登ると、速着替えして自らが聖火となる内容。
  - 2番『ウェートリフティング』と10番『りっぱな人』は夫婦バラバラで出場。
  - 25番『おもち』の繰り上げ合格の際、審査員の岡田眞澄は「可愛いから点が入るのは今後ちょっと心配。今回だけにしていただきたい」と、今後の審査を案じる発言をした。
  - 35番『蛇に飲まれた蛙』の演技中、道具にトラブルが発生。演技は失敗し不合格に。

## 第26回
欽ちゃんの新春爆笑仮装コンテスト! 第26回全日本仮装大賞
- 放送日 - 1989年1月1日(日)18:30 - 20:54 ※生放送
- 会場 - 東京・後楽園ホール
- ナレーター - 堀敏彦
- 欽ちゃんの仮装 - 火消し
- 審査員(太字は審査員長) - 仮装(テーマ「世界の民族衣装」)
  - 岡田眞澄 - スコットランドのキルト
  - 渡辺正行 - インディアン酋長
  - 高見知佳 - インドのサリー
  - 工藤公康 - スペインのマタドール
  - 藤田弓子 - 韓国のチマチョゴリ
  - 青島幸男 - ロシアのルバシカ
  - アグネス・チャン - オランダのチューリップ娘
  - 山本晋也 - スイスのチロル
  - 松本伊代 - フランス人形
  - 松本健男 ※スポーツニッポン - アラブの大富豪

作品について
- 応募総数 - 11323組
- 出場 - 54組(内1組欠場)
- 合格 - 34組
- 満点 - 3組
- 合格率 - 62.96%
- 満点率 - 5.56%

- 合格点 - 20点満点中15点以上
- 最高点 - 20点
- 最低点 - 8点
- 平均点 - 14.64点

| No. | 作品                 |   | 点数 | 賞             | 備考                   |
| --- | -------------------- | - | ---- | -------------- | ---------------------- |
| 1   | あけましておめでとう | ○ | 15点 |                |                        |
| 2   | 初日の出             | ○ | 15点 |                | 14点から繰り上げ合格   |
| 3   | 電話                 | ○ | 16点 |                |                        |
| 4   | バトンタッチ         | ○ | 16点 |                |                        |
| 5   | ダーツ               |   | 11点 |                |                        |
| 6   | 初春                 |   |      |                | 欠場                   |
| 7   | 雪の日の出来事       | ○ | 17点 |                |                        |
| 8   | 山は白銀             |   | 12点 |                |                        |
| 9   | 海中散歩             |   | 13点 |                | 11点からトーク中に+2点 |
| 10  | 鯉の滝のぼり         | ○ | 16点 |                |                        |
| 11  | へび使い             | ○ | 16点 |                |                        |
| 12  | 恐竜100万年          | ○ | 16点 |                |                        |
| 13  | 石油ストーブ         |   | 11点 |                |                        |
| 14  | 大蛇                 | ○ | 17点 | ファンタジー賞 |                        |
| 15  | 腕相撲               |   | 10点 |                |                        |
| 16  | 爆竹                 | ○ | 20点 | 第3位          |                        |
| 17  | 春の息吹き           | ○ | 15点 |                |                        |
| 18  | おでかけ前           | ○ | 16点 |                | 13点から繰り上げ合格   |
| 19  | 八百屋さん           |   | 12点 |                |                        |
| 20  | サイクリング         |   | 14点 |                | 13点からトーク中に+1点 |
| 21  | ダルマおとし         |   | 12点 |                | 10点からトーク中に+2点 |
| 22  | 飛び出せ!青春        | ○ | 19点 | 努力賞         |                        |
| 23  | 間一髪               |   | 11点 |                |                        |
| 24  | チーズオムレツ       | ○ | 15点 |                | ハワイからの出場       |
| 25  | UFO                  |   | 12点 |                |                        |
| 26  | ロケット発射         | ○ | 16点 |                |                        |
| 27  | 寒いのキライ         | ○ | 17点 |                |                        |
| 28  | イヌの芸             |   | 08点 |                |                        |
| 29  | カエルの兄弟         | ○ | 15点 |                |                        |
| 30  | 火おこし             |   | 11点 |                | 9点からトーク中に+2点  |
| 31  | 自動サラ洗い機       | ○ | 16点 |                |                        |
| 32  | かかし               | ○ | 16点 |                |                        |
| 33  | ジョイナー           | ○ | 19点 | ユーモア賞     |                        |
| 34  | 雪国                 | ○ | 20点 | 準優勝         |                        |
| 35  | 富嶽三十六景         | ○ | 16点 |                |                        |
| 36  | 13日の金曜日         |   | 13点 |                | 12点からトーク中に+1点 |
| 37  | 黒板消し             | ○ | 16点 |                | 15点からトーク中に+1点 |
| 38  | テレビカメラ         |   | 13点 |                |                        |
| 39  | 感電                 |   | 10点 |                |                        |
| 40  | キャンプファイヤー   | ○ | 16点 | 演技賞         |                        |
| 41  | カニ                 | ○ | 15点 |                |                        |
| 42  | 女郎蜘蛛             |   | 12点 |                | ロサンゼルスからの出場 |
| 43  | スケボー             | ○ | 15点 |                | ロサンゼルスからの出場 |
| 44  | 透明人間のモトクロス |   | 10点 |                |                        |
| 45  | 忍者                 | ○ | 18点 | アイデア賞     |                        |
| 46  | ウィリアム・テル     | ○ | 15点 |                |                        |
| 47  | トレーニング         | ○ | 15点 |                |                        |
| 48  | 兄妹げんか           |   | 12点 |                |                        |
| 49  | 道路工事             | ○ | 17点 |                |                        |
| 50  | クッキングロボット   | ○ | 18点 | 技術賞         |                        |
| 51  | スカイダイビング     | ○ | 15点 |                |                        |
| 52  | ゆく年くる年         | ○ | 15点 |                |                        |
| 53  | シャワー             |   | 10点 |                | 8点からトーク中に+2点  |
| 54  | 無法松               | ○ | 20点 | 優勝           |                        |

優勝 - 54番 無法松
無法松が人力車を引く様子を上からの視点で表現し、最後は太鼓を叩くシーンを表現。
準優勝 - 34番 雪国
最初は汽車の車内の光景で、シーンが切り替わると汽車がトンネルから出てくる光景になる。
第3位 - 16番 爆竹
ボディペイントを施し色染めした下着を身に付けただけの子どもたちが紙をひたすら破り捨てていくさまと音で、爆竹が爆発する様を表現。
技術賞 - 50番 クッキングロボット
何でも作れるクッキングロボからパンがスキンヘッドのハンバーガーが出てくる。
努力賞 - 22番 飛び出せ!青春
ラグビーのパスとトライを、人形と頭を使ってスピーディーに表現。
ファンタジー賞 - 14番 大蛇
猪に大蛇が絡まる様をリアルに表現。演じているのが子供2人だったことで、さらに会場を驚かせた。
演技賞 - 40番 キャンプファイヤー
1クラス全員でキャンプファイヤーの炎を表現。
ユーモア賞 - 33番 ジョイナー
母親が子供を背負い、その子供が手足をばたつかせることでジョイナーの髪の毛を表現。
アイデア賞 - 45番 忍者
水の中での忍者の活躍を表現。演技に使用した刀は24番『チーズオムレツ』チームにプレゼントされた。
- その他備考
  - 昭和時代の最後の回。番組内の演出や仮装作品の内容に当時の自粛ムードの影響はなかったが、欽ちゃんの番組冒頭の賀詞は「おめでとう」の一言のみと控え目だった[3]。
  - 海外予選をハワイに加え、ロサンゼルスでも実施した。
  - この回からナレーターに堀敏彦が登場。
  - 6番『初春』は番組史上2組目の欠場、タイトルと代表者だけが紹介された。
  - 9番『海中散歩』など、不合格者の中には松本伊代らと握手して退場という特典を受けたチームがあった。
  - 16番『爆竹』の演技終了後、演技に使用した紙くずがフロアに散らばったため、急遽出場メンバーが掃除する羽目に。その際エスコートガールやスタッフ、さらに当時のCHA-CHAのメンバー、勝俣州和と中村亘利が乱入し、会場からは歓声が上がった。
  - 18番『おでかけ前』は、第25回25番『おもち』で繰り上げ合格した祖母と孫[4]の作品。トーク中、審査員で誰か知っているかという話になり、孫の男の子が審査員長の青島幸男をフルネームで答えたことから前作に続き繰り上げ合格。後に審査員の岡田眞澄もフルネームで答えたが、「50歳」と年齢まで発言[5]し会場は爆笑となった。この様子は1992年2月20日放送の『欽ちゃんの仮装大賞裏表全部見せますPart.2』でも紹介された。
  - 23番『間一髪』演技中、倒したセットを起こそうとしたがうまくいかず、欽ちゃんが手伝うも不合格。
  - 41番『カニ』は男性2人が背中合わせでカニが歩く様子を表現した作品。しかし、途中でカニの目玉やハサミが外れ、バラバラになるアクシデントが発生。
  - 53番『シャワー』の演技中、シャワー役の父親がセットから顔を出す際にうまくいかず、何度かやり直して成功させるも不合格。
  - 優勝した54番『無法松』の出場者と、35番『富嶽三十六景』（受賞なし）の出場メンバーの一人が夫婦であり、エンディングでは35番の出場者チームも加わっての優勝賞金・トロフィー授与となった。
  - この回から第44回まで元日生放送を7年連続で実施。

## 第27回
欽ちゃんの爆笑仮装コンテスト! 第27回全日本仮装大賞
- 放送日 - 1989年5月27日(土)19:00 - 20:54 ※『土曜スーパースペシャル』枠で放送
- 収録日 - 1989年5月4日(木)
- 会場 - 東京・後楽園ホール
- ナレーター - 堀敏彦
- 欽ちゃんの仮装 - キョンシー
- 審査員(太字は審査員長) - 仮装(テーマ「世界の怪物」)
  - 岡田眞澄 - 狼男
  - 城戸真亜子 - 吸血鬼ドラキュラ
  - 堀内恒夫 - ゲゲゲの鬼太郎
  - 山口智子 - アクビちゃん
  - 青島幸男 - 閻魔大王（第6回以来の2度目）
  - 藤田弓子 - 悪魔
  - デーモン小暮 ※仮装せず、いつもの「素顔」で登場。紹介時、堀敏彦から「魔界からは、デーモン小暮さん」とコールされた。
  - 山本晋也 - 半魚人
  - 清水誠 - 魔法使い
  - 高尾友行 - フランケンシュタイン

作品について
- 応募総数 - 5427組
- 出場 - 42組
- 合格 - 28組
- 満点 - 4組
- 合格率 - 66.67%
- 満点率 - 9.52%

- 合格点 - 20点満点中15点以上
- 最高点 - 20点
- 最低点 - 9点
- 平均点 - 15.12点

| No. | 作品             |   | 点数 | 賞             | 備考                                         |
| --- | ---------------- | - | ---- | -------------- | -------------------------------------------- |
| 1   | クラッカー       |   | 14点 |                |                                              |
| 2   | 子供の日         | ○ | 16点 |                |                                              |
| 3   | 応援団           |   | 13点 |                |                                              |
| 4   | 魔法使いサリー   | ○ | 19点 |                | 29回からの新生「色コンビ」片割れの作品       |
| 5   | 猪木対千代の富士 | ○ | 15点 |                |                                              |
| 6   | 言葉遊び         | ○ | 17点 |                |                                              |
| 7   | いろんな橋       | ○ | 16点 |                |                                              |
| 8   | ジャングル探検   | ○ | 15点 | アイデア賞     |                                              |
| 9   | 雨あがり         | ○ | 18点 | 演技賞         |                                              |
| 10  | 花束贈呈         | ○ | 15点 |                |                                              |
| 11  | カメレオン       | ○ | 17点 |                |                                              |
| 12  | 手まり           | ○ | 15点 |                |                                              |
| 13  | ウルトラマン     | ○ | 17点 |                | [ 2 ]                                        |
| 14  | 陽気なアオムシ   | ○ | 15点 |                |                                              |
| 15  | ファインプレー   |   | 12点 |                | 11点からトーク中に+1点                       |
| 16  | 12時のシンデレラ |   | 14点 |                |                                              |
| 17  | ロケット発射     | ○ | 19点 | ユーモア賞     |                                              |
| 18  | スカイダイビング | ○ | 15点 |                | 12点から繰り上げ合格                         |
| 19  | 宇宙時代         | ○ | 20点 | 優勝           |                                              |
| 20  | ボヨンボヨン     | ○ | 18点 |                |                                              |
| 21  | 透明人間         | ○ | 20点 | 技術賞         | 19点からトーク中に+1点                       |
| 22  | ウエディング     | ○ | 18点 |                |                                              |
| 23  | ボトルシップ     | ○ | 16点 |                |                                              |
| 24  | 三面鏡           | ○ | 19点 | 第3位          |                                              |
| 25  | ミケにごはん     |   | 09点 |                |                                              |
| 26  | シンデレラ       |   | 09点 |                |                                              |
| 27  | キツツキ         |   | 11点 |                |                                              |
| 28  | 鼓               | ○ | 17点 |                |                                              |
| 29  | 果物大好き       |   | 12点 |                |                                              |
| 30  | レントゲン       | ○ | 17点 |                |                                              |
| 31  | 運命             | ○ | 20点 | ファンタジー賞 | 19点からトーク中に+1点                       |
| 32  | 花咲じいさん     |   | 11点 |                |                                              |
| 33  | ラーメン         |   | 09点 |                |                                              |
| 34  | 稲妻             | ○ | 18点 |                | 雷様に扮し、ストッキングを破いて稲妻を表現。 |
| 35  | 男の哀愁         |   | 09点 |                |                                              |
| 36  | カエルの観察日記 |   | 10点 |                |                                              |
| 37  | カメレオン       | ○ | 16点 | 努力賞         |                                              |
| 38  | ビルの解体       |   | 13点 |                |                                              |
| 39  | フラフープ       |   | 10点 |                | 第24回優勝組                                 |
| 40  | 子守り           | ○ | 20点 | 準優勝         |                                              |
| 41  | ポップコーン     | ○ | 15点 |                |                                              |
| 42  | 動物の顔         | ○ | 16点 |                |                                              |

優勝 - 19番 宇宙時代
近未来の宇宙の人工衛星の打ち上げの様子とそれをアパートから見ている親子を表現。ステージ上を旋回するように作られた大掛かりなセットは圧巻。
準優勝 - 40番 子守り
父親と娘が昔の負んぶの子守りからベビーカーへと早変わり。
第3位 - 24番 三面鏡
曲に合わせて三面鏡に映る女性と男性を表現。
技術賞 - 21番 透明人間
科学者がコップの中身を飲むと消えて透明人間になる様を女子高生が1人で表現。人間の姿を消す事に初めて挑戦した作品。この女子高生は、第24回34番「道路工事」、第30回21番「道路工事Part2」も演じている。
努力賞 - 37番 カメレオン
右側から順番に片腕を出すことで、カメレオンが舌を使って捕食する瞬間を表現。
ファンタジー賞 - 31番 運命
運命の曲に合わせて指揮者のベートーベンが表情豊かに動き、最後にはイヤミに変わる。
演技賞 - 9番 雨あがり
相合い傘で登場した兄弟が紫陽花の花を現し、カタツムリに早変わりする。
ユーモア賞 - 17番 ロケット発射
鼻息でロケットの煙を表現。打ち上げ時に龍角散を飛ばす。デーモン小暮が「御苦労だった!」と笑いながら賞金を手渡した。
アイデア賞 - 8番 ジャングル探検
探検家が罠にかかる様子を表現。
- その他備考
  - 平成時代最初の回。
  - この年の日本テレビ新入社員には入社式後、初仕事となる業務命令が与えられた。それは、一般出場者と同じ条件で「仮装大賞」に出場せよ!というもので、予算は2万円以内・期間は5日以内と厳しい条件の中5組が予選に挑んだ。仮装研修の目的は、「1.アイデア考案の場とする。2.多くの考え方から1を選ぶプロセスを学び、協同作業の手順を体験する。3.実際の番組に携わることにより、テレビマンとしての自覚を持たせる」ことだったそうである。結果、1番「クラッカー」、14番「陽気なアオムシ」、24番「三面鏡」の3組が本選出場決定。24番「三面鏡」は19点で第3位を獲得。このチームの中にはアナウンサーとして活躍した米森麻美や、後に仮装大賞のカメラマンとして活躍する角田洋子もいた。この模様は当時、平日19:00から放送されていた「追跡」で、ドキュメントとして放送。司会の青島幸男も絶賛。
  - 12番『手まり』と26番『シンデレラ』は同家族による作品。
  - 23番『ボトルシップ』の際、コルク役がうまくビンに栓をすることが出来ず、欽ちゃんから指摘を受け無事演技終了、合格。
  - 全作品終了後、第26回の上位3賞が放送された。
  - 放送後、同年6月5日の『追跡』で第27回の舞台裏のドキュメンタリー『仮装大賞の裏』を放送。

## 第28回
欽ちゃんの爆笑仮装コンテスト! 第28回全日本仮装大賞
- 放送日 - 1989年10月1日(日)19:00 - 20:54
- 収録日 - 1989年9月23日(土)
- 会場 - 千葉・八千代市市民会館
- ナレーター - 堀敏彦
- 欽ちゃんの仮装 - デイビー・クロケット
- 審査員(太字は審査員長) - 仮装(テーマ「世界史に登場する有名人」)
  - 岡田眞澄 - 仮面ノリダーのファンファン大佐ならぬネルソン提督
  - 高見知佳 - カルメン
  - 江川卓 - 武蔵坊弁慶
  - 森口博子 - ジャンヌ・ダルク
  - 青島幸男 - 松尾芭蕉
  - 藤田弓子 - 春日局
  - 井上順 - 革命児サパタ
  - 山本晋也 - アイーダの付き人
  - 清水誠 - ナポレオン
  - 高尾友行 - ベートーヴェン

作品について
- 応募総数 - 3411組
- 出場 - 43組
- 合格 - 24組
- 満点 - 1組
- 合格率 - 55.81%
- 満点率 - 2.33%

- 合格点 - 20点満点中15点以上
- 最高点 - 20点
- 最低点 - 5点
- 平均点 - 13.58点

| No. | 作品                               |   | 点数 | 賞             | 備考                                                                |
| --- | ---------------------------------- | - | ---- | -------------- | ------------------------------------------------------------------- |
| 1   | 朝顔の観察日記                     | ○ | 17点 |                |                                                                     |
| 2   | おばあちゃんからの宅急便           | ○ | 16点 |                |                                                                     |
| 3   | いろんな歯                         | ○ | 15点 |                |                                                                     |
| 4   | ボーリング                         | ○ | 17点 |                |                                                                     |
| 5   | ポパイ助けて!                      |   | 12点 |                |                                                                     |
| 6   | 眠れないからヒツジの数をかぞえよう | ○ | 16点 |                |                                                                     |
| 7   | ボクシング                         | ○ | 15点 |                | 13点から繰り上げ合格                                                |
| 8   | 東京タワー                         | ○ | 15点 |                |                                                                     |
| 9   | ジェットコースター                 | ○ | 15点 |                |                                                                     |
| 10  | コロッケの物まね                   | ○ | 17点 | ユーモア賞     |                                                                     |
| 11  | ちょうちょの観察日記               | ○ | 18点 | 演技賞         | 17点からトーク中に+1点                                              |
| 12  | ブーメラン                         | ○ | 17点 | アイデア賞     |                                                                     |
| 13  | 化けくらべ                         | ○ | 19点 | 第3位          |                                                                     |
| 14  | 赤ベコ                             |   | 08点 |                | 赤べこに扮して首を振るだけの作品。                                  |
| 15  | あじさい                           |   | 12点 |                |                                                                     |
| 16  | 世界一小さい象                     | ○ | 15点 |                |                                                                     |
| 17  | 大蛇                               |   | 05点 |                |                                                                     |
| 18  | 落下傘花火                         |   | 11点 |                |                                                                     |
| 19  | 飛び込みまーす                     |   | 14点 |                |                                                                     |
| 20  | ド根性カエル                       |   | 09点 |                |                                                                     |
| 21  | 困った時はお互いさま               |   | 13点 |                |                                                                     |
| 22  | 御用だ!!                           |   | 09点 |                |                                                                     |
| 23  | 永遠のライバル                     | ○ | 15点 |                |                                                                     |
| 24  | 人力車                             | ○ | 17点 | 技術賞         |                                                                     |
| 25  | 毛はえ薬                           |   | 11点 |                | 6点からトーク中に+5点                                               |
| 26  | ピエロの綱渡り                     | ○ | 17点 | 努力賞         | 第13,16,45回優勝組                                                  |
| 27  | ザルっきゃない!                    |   | 11点 |                |                                                                     |
| 28  | 東京ドーム生中継                   | ○ | 20点 | 優勝           |                                                                     |
| 29  | ポップコーン                       |   | 08点 |                |                                                                     |
| 30  | UFO着陸                            |   | 08点 |                |                                                                     |
| 31  | ヤシの木登り                       | ○ | 16点 |                |                                                                     |
| 32  | 人命救助                           | ○ | 16点 |                |                                                                     |
| 33  | 怪奇・満月の夜                     |   | 09点 |                |                                                                     |
| 34  | 流れ星                             |   | 10点 |                |                                                                     |
| 35  | 食欲の秋                           |   | 06点 |                |                                                                     |
| 36  | 犯人の顔は?                        |   | 08点 |                |                                                                     |
| 37  | 花火大会                           | ○ | 15点 |                |                                                                     |
| 38  | でっかいクジラ                     |   | 13点 |                | 9点からトーク中に+4点                                               |
| 39  | テニス                             |   | 12点 |                | 対面の小さな人形を空気で操作し、テニスの対戦を表現。第58,85回優勝組 |
| 40  | フラワーロック                     | ○ | 17点 |                | 16点からトーク中に+1点                                              |
| 41  | ごめんなさーい                     | ○ | 15点 |                |                                                                     |
| 42  | マンホール                         | ○ | 19点 | 準優勝         |                                                                     |
| 43  | 田園交響楽                         | ○ | 16点 | ファンタジー賞 |                                                                     |

優勝 - 28番 東京ドーム生中継
東京ドームでの巨人×阪神戦の野球中継を天井カメラからの視点で表現。出場組で唯一の満点で優勝というケースは、第12回21番「打ち上げ花火」以来5年ぶり。
準優勝 - 42番 マンホール
舞台にまるで穴が開いているかのように、マンホールの中にいる人とのやりとりを表現。
第3位 -13番 化けくらべ
2人が様々なお化けに化けていき、最後は狸の姿になる。演者の1人は第27回40番『子守り』にも出場。
技術賞 - 24番 人力車
柔軟性の高さを活かして、2人で人力車を表現。最後は、中から女役の少年が登場し、かすれ声で「ご苦労さん!」と一声。
努力賞 - 26番 ピエロの綱渡り
女の子が黒子の母親の背中に乗って移動しながら、ピエロが綱渡りをする様子を表現。
ファンタジー賞 - 43番 田園交響楽
田園の四季の風景をベートーヴェンの交響曲第6番『田園』とともに表現。最後は金色に輝く稲が実る。
演技賞 - 11番 ちょうちょの観察日記
青虫がたくさんの蝶になるまでの成長を表現し、最後は蝶たちが集まって巨大なちょうちょになる。演技開始の際に演者が背景のセットを倒してしまったが、演技をやり直して合格。
ユーモア賞 - 10番 コロッケの物まね
コロッケが千昌夫、美川憲一、ちあきなおみの物まねをする表情を表現。
アイデア賞 - 12番 ブーメラン
少年が帽子にリンゴを固定し、右手に持っているブーメランを客席に投げた後に右腕の袖を外し、その右腕を戻ってきたブーメランに見立てて頭の上のリンゴに当てる。
- その他備考
  - 第27回のエンディングで欽ちゃんが『次回はお正月…』と発言しており、この年から秋大会が中止になるはずだったが、出場者や視聴者の要望から開催された。高視聴率をマークし、秋大会は2003年の第70回まで通常通り開催された。
  - 千葉県八千代市の八千代市市民会館が会場。第27回の再放送の際、八千代市市民会館から第28回の収録直前生放送を実施。仮装大賞初の女性カメラマンを欽ちゃんが紹介。ちなみに会場の広さの関係から、後楽園ホールや戸田市文化会館では見られるステージ床の菱形の模様が描かれていなかった。
  - 40番『フラワーロック』の際、フラワーロックを知らない審査員・観客への補足として、演者が扮するフラワーロックの横に実際のフラワーロックを置き演技を行い、終了後のインタビューでも仕組みの説明を行った。なお演者が扮するフラワーロックは、楽曲が速くなるとともに激しく動き、最後には音頭を踊り出すという実際にはない動きを見せた。
  - 第29回から香取初参入の第65回まで後楽園ホールが会場として統一されるため、欽ちゃん単独司会での別会場での本選はこの回が最後。別会場限定の曲線部が無い衝立型の合格者席もこの回で見納めとなる。

## 第29回
おめでとう! 新春スペシャル・欽ちゃんの爆笑仮装コンテスト! 第29回全日本仮装大賞
- 放送日 - 1990年1月1日(月)18:30 - 20:54 ※生放送
- 会場 - 東京・後楽園ホール
- ナレーター - 堀敏彦
- 欽ちゃんの仮装 - 花咲じいさん
- 審査員(太字は審査員長) - 仮装(テーマ「昔話の主人公」)
  - 岡田眞澄 - 狸囃子の和尚
  - 佐野量子 - 一寸法師
  - 内藤尚行 - 大黒様
  - 増田恵子 ※当時はKeiで紹介 - かぐや姫
  - 青島幸男 - 浦島太郎
  - 藤田弓子 - 浦島太郎の乙姫
  - 高嶋政伸 - 鞠と殿様
  - 早見優 - 牛若丸
  - 山本晋也 - さるかに合戦のおにぎり
  - 清水誠 - 桃太郎

作品について
- 応募総数 - 12846組
- 出場 - 52組
- 合格 - 38組
- 満点 - 3組
- 合格率 - 73.08%
- 満点率 - 5.77%

- 合格点 - 20点満点中15点以上
- 最高点 - 20点
- 最低点 - 6点
- 平均点 - 14.83点

| No. | 作品                     |   | 点数 | 賞             | 備考                                              |
| --- | ------------------------ | - | ---- | -------------- | ------------------------------------------------- |
| 1   | 初日の出                 | ○ | 18点 | ファンタジー賞 |                                                   |
| 2   | 粘土遊び                 | ○ | 17点 |                |                                                   |
| 3   | 楽しいお飾り             | ○ | 15点 |                |                                                   |
| 4   | 新春の駿河湾             | ○ | 15点 |                | 第26回優勝組                                      |
| 5   | エアメール               | ○ | 15点 | 外国人賞       | ロサンゼルスからの出場                            |
| 6   | 若松生花                 | ○ | 15点 |                |                                                   |
| 7   | 除夜の鐘                 | ○ | 15点 |                | 14点から繰り上げ合格                              |
| 8   | F-1グランプリ            | ○ | 18点 | 準優勝         |                                                   |
| 9   | トカゲ                   | ○ | 15点 |                | 14点から繰り上げ合格(後述)                        |
| 10  | 雪女                     |   | 11点 |                |                                                   |
| 11  | バックホーム             |   | 11点 |                |                                                   |
| 12  | 電車通勤                 |   | 13点 |                |                                                   |
| 13  | 福引き                   | ○ | 15点 |                |                                                   |
| 14  | キラウエア火山の女神伝説 | ○ | 15点 |                | ハワイからの出場                                  |
| 15  | 銭湯                     | ○ | 15点 |                |                                                   |
| 16  | ジョーズ                 |   | 14点 |                |                                                   |
| 17  | すし                     |   | 12点 |                |                                                   |
| 18  | 気象衛星ひまわり         | ○ | 15点 |                | 演技途中で終了(後述) 合格したが第30回で再挑戦     |
| 19  | トランポリン             | ○ | 15点 |                |                                                   |
| 20  | ニュース                 | ○ | 17点 |                |                                                   |
| 21  | クリスマス               |   | 10点 |                |                                                   |
| 22  | 桃太郎                   |   | 11点 |                |                                                   |
| 23  | 大雪の朝                 | ○ | 17点 |                |                                                   |
| 24  | トマトケチャップ         | ○ | 17点 | 努力賞         |                                                   |
| 25  | サーフィン               | ○ | 15点 | 外国人賞       | ロサンゼルスからの出場 14点から繰り上げ合格       |
| 26  | 一輪車                   |   | 10点 |                |                                                   |
| 27  | 納豆                     | ○ | 15点 |                |                                                   |
| 28  | 蝶々                     | ○ | 17点 | 外国人賞       | ロサンゼルスからの出場 12点から繰り上げ合格(後述) |
| 29  | 吉良はいずこ             | ○ | 15点 |                |                                                   |
| 30  | 闘鶏                     | ○ | 15点 |                |                                                   |
| 31  | 恐竜100万年              | ○ | 16点 |                |                                                   |
| 32  | こうもり                 | ○ | 15点 |                |                                                   |
| 33  | 大噴火                   | ○ | 15点 |                | 吉身小学校6年3組                                  |
| 34  | ペンギン                 | ○ | 19点 | ユーモア賞     |                                                   |
| 35  | びっくり箱               |   | 06点 |                |                                                   |
| 36  | 大きくなったら…          | ○ | 15点 |                |                                                   |
| 37  | ハチの巣                 | ○ | 17点 |                |                                                   |
| 38  | 旅立ち                   | ○ | 20点 | 優勝           | 第37回優勝組                                      |
| 39  | 孫悟空                   | ○ | 18点 | 演技賞         | 第13,16,45回優勝組                                |
| 40  | ツーリング               |   | 11点 |                |                                                   |
| 41  | ボードセーリング         | ○ | 15点 |                | 第9回優勝組                                       |
| 42  | フラッシュ!              | ○ | 17点 |                |                                                   |
| 43  | ジャズ                   | ○ | 20点 | 第3位          | 香港からの出場                                    |
| 44  | 空中ブランコ             |   | 10点 |                |                                                   |
| 45  | ネズミ花火               | ○ | 15点 |                |                                                   |
| 46  | ホワイト&ホワイト        | ○ | 16点 |                |                                                   |
| 47  | 自動車塗装               | ○ | 16点 | アイデア賞     |                                                   |
| 48  | うっちゃり               | ○ | 16点 |                |                                                   |
| 49  | 遊泳禁止                 | ○ | 20点 | 技術賞         | 第86回優勝組                                      |
| 50  | めざせバルセロナ         |   | 13点 |                |                                                   |
| 51  | ふぐ                     |   | 11点 |                |                                                   |
| 52  | 除雪車                   |   | 12点 |                |                                                   |

優勝 - 38番 旅立ち
シャケが卵から孵り海へ旅立つまでの様子を再現。後に第37回10番「海亀の産卵」でも優勝する。
準優勝 - 8番 F-1グランプリ
マシンの通過音に合わせてレーサーの服が脱げる。
第3位 - 43番 ジャズ
香港からの作品。足をサックスに見立て『All of Me』を演奏するジャズ奏者を表現。
技術賞 - 49番 遊泳禁止
海水浴を楽しむ男性が鮫に襲われる様子を足などを使って表現。最後は男性の首と血が海面に浮かぶというホラータッチの展開に。後に第86回17番「ピント合わせ」で優勝するなど番組の常連となる松田浩の初登場作品。
努力賞 - 24番 トマトケチャップ
腕をトマトケチャップのチューブに見立て、最後はチューブから飛び出たケチャップ(絵の具)で顔がぐちゃぐちゃに。
ファンタジー賞 - 1番 初日の出
1クラスが初日の出の海を表現。
演技賞 - 39番 孫悟空
孫悟空が分身の術を使って立ち回りを演じる。第13回31番「影絵遊び」、第16回31番「台風」、第45回20番「落ちちゃった」で優勝した演者の作品。
ユーモア賞 - 34番 ペンギン
顔にペンギンのメイクをして顔の動きだけで様々なペンギンを表現。
アイデア賞 - 47番 自動車塗装
口から色付きの水を噴出して車を塗装する様子を表現。
外国人賞 I - 5番 エアメール
手紙が郵便ポストに入ると、飛行機に変わって飛んでいく。
外国人賞 II - 25番 サーフィン
男性がサーフィンをする様子を表現。最後は波にのまれてしまう。
外国人賞 III - 28番 蝶々
青虫が蝶々になって空を飛んでいく様子を表現。
- その他備考
  - 海外予選をハワイ・ロサンゼルス・香港で開催。
  - 番組開始直前、審査員入場の部分が提供クレジットとして放送される。以後、第38回までお正月限定で放送される。
  - この年に登場したお年玉の台には水色の布が掛けられて用意されたものの、28番『蝶々』チームだけに渡されただけだった。このチームは当初12点だったが、お年玉が渡されると16点まで上昇し合格となった。
  - 9番『とかげ』の演技中、とかげの作り物が前進するはずがセットに引っかかって動けなくなってしまい、スタッフの黒子が進路修正させるトラブルが発生。不合格となるが、会場からの声援でおまけ合格。
  - 18番『気象衛星ひまわり』の演技中、気象衛星を吊り上げるためのワイヤーが外れて衛星が倒壊した。演技は中断となるが、欽ちゃんが『さあ、失敗に点数が入るか?何点?』の言葉で点数が入っていき15点で合格となった。この事態に欽ちゃんは、『演技を何もしていないのに点数が入ってしまったという。この番組始まって以来です』と興奮。演者の悲しそうな表情を見た欽ちゃんは全作品終了後にもう一度挑戦することを提案し、演者もそれを了承する。しかし、全作品の終了後に演者が出てきて破損状況がひどいことを説明し、再挑戦は断念となった。ただ、最初の採点で合格となったので、演者には合格のメダルがかけられ、最後の各賞発表の場にも出席している。この組は次の第30回にて同じ作品で再挑戦している。ちなみに、一切演技をせず採点が行われたのはこの時だけである。
  - 22番『桃太郎』と35番『びっくり箱』は同一人物による作品。
  - 46番『ホワイト&ホワイト』は後に色をテーマにダジャレネタで有名になる2人組による最初のネタ。以後第53回まで仮装大賞名物として出場する。

## 第30回
欽ちゃんの爆笑仮装コンテスト! 第30回全日本仮装大賞
- 放送日 - 1990年5月10日(木)19:30 - 20:54 ※『木曜スペシャル』枠で放送
- 収録日 - 1990年5月4日(金)
- 会場 - 東京・後楽園ホール
- ナレーター(仮装) - 堀敏彦(助六)
- 欽ちゃんの仮装 - 無法松
- 審査員(太字は審査員長) - 仮装(テーマ「30回記念!様々な名作」)
  - 岡田眞澄 - インディ・ジョーンズ（第19回以来の2度目）
  - 野沢直子 - 風の谷のナウシカ
  - みのもんた - 姿三四郎
  - 田中好子 - メリー・ポピンズ
  - 青島幸男 - ナポレオン（第1回以来の2度目）
  - 藤田弓子 - スーパーマリオ（第18回以来の2度目）
  - 佐野量子 - 赤ずきんちゃん
  - 山本晋也 - スティーヴィー・ワンダー（第22回以来の2度目）
  - 山口友幸 ※TVガイド - 水戸黄門
  - 松本健男 - シャーロック・ホームズ

作品について
- 応募総数 - 4731組
- 出場 - 33組
- 合格 - 23組
- 満点 - 1組
- 合格率 - 69.70%
- 満点率 - 3.03%

- 合格点 - 20点満点中15点以上
- 最高点 - 20点
- 最低点 - 8点
- 平均点 - 15.55点

| No. | 作品                     |   | 点数 | 賞             | 備考                                               |
| --- | ------------------------ | - | ---- | -------------- | -------------------------------------------------- |
| 1   | 金太郎                   | ○ | 18点 |                | 第9回優勝組                                        |
| 2   | ライオンの火の輪くぐり   | ○ | 15点 |                |                                                    |
| 3   | 「お風呂に入りましょ!」  | ○ | 17点 | 第30回記念賞   |                                                    |
| 4   | ターザン                 |   | 14点 |                | 11点からトーク中に+3点                             |
| 5   | 母の日のプレゼント       | ○ | 16点 |                |                                                    |
| 6   | 古井戸                   |   | 10点 |                |                                                    |
| 7   | 透明人間の跳馬           | ○ | 19点 | 優勝           |                                                    |
| 8   | 猫とネズミ捕り           | ○ | 18点 |                |                                                    |
| 9   | 「アレレ?」              | ○ | 19点 | 第3位          | 第13,16,45回優勝組                                 |
| 10  | おとぎ話                 |   | 13点 |                |                                                    |
| 11  | 高飛び込み               | ○ | 17点 |                | 16点からトーク中に+1点                             |
| 12  | 枯木に花を咲かせましょう |   | 08点 |                |                                                    |
| 13  | スーパーバトル           | ○ | 18点 | 技術賞         |                                                    |
| 14  | ハト時計                 |   | 13点 |                |                                                    |
| 15  | ワイパー                 | ○ | 15点 |                |                                                    |
| 16  | 恐怖映画                 |   | 11点 |                | 第86回優勝組                                       |
| 17  | スクラップ               | ○ | 15点 |                |                                                    |
| 18  | 12ヵ月の歌               | ○ | 18点 | ファンタジー賞 | 第31回優勝組                                       |
| 19  | バットマン               | ○ | 19点 | 準優勝         |                                                    |
| 20  | 線香花火                 | ○ | 17点 |                |                                                    |
| 21  | 道路工事Part2            | ○ | 19点 | アイデア賞     |                                                    |
| 22  | お久しぶり               |   | 14点 |                |                                                    |
| 23  | 交通ルールを守ろう       | ○ | 17点 |                | 第29,37回優勝組                                    |
| 24  | 砂遊び                   | ○ | 15点 |                | 14点から繰り上げ合格                               |
| 25  | ファスナー               | ○ | 19点 | 演技賞         |                                                    |
| 26  | 気象衛星ひまわり         | ○ | 15点 |                | 第29回途中棄権の作品。再挑戦。14点から繰り上げ合格 |
| 27  | 中国三千年の曲技         | ○ | 15点 |                |                                                    |
| 28  | ファクシミリ             | ○ | 18点 | ユーモア賞     |                                                    |
| 29  | スカイダイバー           | ○ | 15点 |                | 14点から繰り上げ合格                               |
| 30  | 忍術使い 児雷也          |   | 12点 |                | 第26回優勝組                                       |
| 31  | 悲しきビジネスマン       |   | 11点 |                |                                                    |
| 32  | チャチャチャの茶         |   | 13点 |                | 12点からトーク中に+1点                             |
| 33  | 鰹の一本釣               | ○ | 20点 | 努力賞         |                                                    |

優勝 - 7番 透明人間の跳馬
カーテンの開閉や効果音による演出と、ロイター板とマットに扮した二人組の演技で、本当に透明人間が跳馬をしているかのように表現。
準優勝 - 19番 バットマン
部屋で本を読む少年が一瞬でバットマンに変身して空を飛ぶ。
第3位 - 9番 「アレレ?」
少女の首が突然外れるトリック仮装。後に第45回20番『落ちちゃった』でリメイクして優勝する。
技術賞 - 13番 スーパーバトル
身の回りのものを使って製作したロボットが宇宙空間でバトルを繰り広げて勝利し帰還する場面を表現。
努力賞 - 33番 鰹の一本釣
漁船の揺れとカツオの一本釣りを表現。合格音が鳴り終わった後に20点目が入り、この回唯一の満点となった。
ファンタジー賞 - 18番 12ヵ月の歌
幼女が1人で12ヵ月の様々な行事を歌とともに表現。
演技賞 - 25番 ファスナー
指先をファスナーに見立ててファスナーの開け閉めを表現。
ユーモア賞 - 28番 ファクシミリ
ファックスの中に入ってしまった人間が一瞬にして送信先のファックスから出てくる。
アイデア賞 - 21番 道路工事Part2
第24回34番『道路工事』の第2弾。2つのマンホールを行き来する様子を表現。まるでステージに穴があるかのように見せた作品。
第30回記念賞 - 3番 「お風呂に入りましょ!」
お風呂を嫌がる子を服やおもちゃを使って楽しくあやす。
- その他備考
  - 5月3日の16:00 - 18:00に「ゴールデンウィーク アンコールアワー特別企画」として第29回が再放送されたが、その冒頭で、リアルタイムで第30回リハーサル真っ最中の後楽園ホールから、堀敏彦が欽ちゃんと32番『チャチャチャの茶』の演者のリハーサル風景をコメント入りで生放送し、第30回の宣伝をしたあと第29回のVTRに繋げるという珍しい試みがあった。なお、司会に香取慎吾が参入するまでの春大会は、5月3日がリハーサル、4日が本選であることが多かった。
  - 第4回以来9年ぶりの1時間半放送。
  - 18番『12ヵ月の歌』の女の子が演技前に泣き出すハプニングが発生。しかし、母親がセット裏に駆けつけたため女の子は無事に演技をすることができた。
  - 萩本は当時、放送直前の5月7日で50歳の誕生日[6]を迎えることから「（仮装大賞を）今回で最後にしたい。50歳でもう"欽ちゃん"じゃないものね」（TVガイド1990年5月11日号より）と、司会勇退もしくは企画の終了を仄めかす発言をしていた。